# 나카야마촌 (히로시마현)
나카야마촌(中山村)은 히로시마현 아키군에 존재했던 촌이다. 1889년 4월 1일에 정촌제 시행에 의해 성립하여 1956년 4월 1일, 히로시마시 편입해 소멸하였다.

## 참고문헌
- 가도카와 일본 지명 대사전 34 広島県
- 『市町村名変遷辞典』東京堂出版、1990年。